# Llocnou de Sant Jeroni (kommun)
Llocnou de Sant Jeroni är en kommun i Spanien.   Den ligger i provinsen Província de València och regionen Valencia, i den östra delen av landet, 300 km sydost om huvudstaden Madrid. Antalet invånare är 583. Arean är 6,5 kvadratkilometer. Llocnou de Sant Jeroni gränsar till Almiserà, Castellonet de la Conquesta, Villalonga och Terrateig. 
Terrängen i Llocnou de Sant Jeroni är kuperad söderut, men norrut är den platt.